# EC 1.17.5
La sigla EC 1.17.5 indica  una sotto-sottoclasse della classificazione EC relativa agli enzimi. Si tratta di una sottoclasse delle ossidoreduttasi che include enzimi che agiscono su gruppi CH o CH2 (EC 1.17) con un chinone come accettore di elettroni.

## Enzimi appartenenti alla sotto-sottoclasse
| numero EC   | nome accettato               |
| ----------- | ---------------------------- |
| EC 1.17.5.1 | fenilacetil-CoA deidrogenasi |